# Márianosztra
Márianosztra é um município da Hungria, situado no condado de Peste. Tem 20,26 km² de área e sua população em 2015 foi estimada em 817 habitantes.